# Castille d'Or
1513–1537
Entités précédentes :
- Gouvernorat de Veragua
- Nouvelle-Andalousie et Urabá

Entités suivantes :
- Gouvernorat du Nicaragua (1527)
- Veragua Real (es) (1537)
- Duché de Veragua (1537)
- Gouvernorat de Tierra Firme (1538)

La Castille d'Or (en espagnol : Castilla del Oro) est le nom donné au XVIe siècle par les colonisateurs espagnols aux territoires d'Amérique centrale s'étendant du golfe d'Urabá (à l'ouest de l'actuelle Colombie) à la région de la rivière Belén, aux portes de l'actuelle province de Veraguas (dans l'actuel Panama). Ces territoires faisaient l'objet d'un différend entre la Couronne et la famille Colomb, car ils ont été confiés à d'autres conquistadors, en particulier Diego de Nicuesa, dès 1508.

## Histoire
Le nom de Castille d'Or est donné en 1513 par le roi Ferdinand II d'Aragon, alors régent de la Couronne de Castille.
À la suite de l'exploration de Vasco Núñez de Balboa et à sa découverte de l'océan Pacifique, la Castille d'Or a absorbé toute la côte Pacifique correspondant aux territoires actuels du Panama, du Costa Rica et du Nicaragua. Côté Atlantique, le territoire comprenait la Colombie occidentale à l'ouest du Río Atrato. Plus tard, la Couronne d'Espagne redessine ses contours en créant de nouvelles provinces et en fusionnant certaines d'entre elles.
En 1513, le nom de Castille d'Or est donné par le roi Ferdinand II à la province de Veraguas, qui avait été confiée en 1508 au conquistador Diego de Nicuesa, puis gérée de fait par Vasco Núñez de Balboa. Ce dernier a trouvé beaucoup d'or auprès des Indiens, en particulier par son expédition de 1512, qui remonte le Río Atrato, vers les futures mines d'or du Chocó. Dès le départ, lorsqu'il a brièvement accosté en 1502 au nord du Panama, Christophe Colomb avait remarqué que l'or était plus répandu qu'à Hispaniola.

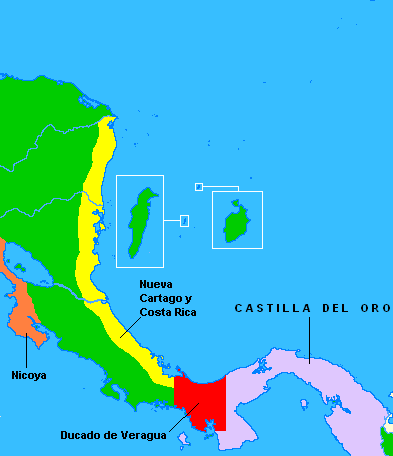
La région de l'isthme de Panama en 1540.

Entre 1527 et 1540, la province fut amputée de plusieurs territoires.
En 1527, la création de la province de Nicaragua (couvrant la côte Pacifique de l'actuel Nicaragua et la péninsule de Nicoya, aujourd'hui au Costa Rica) entraîne une diminution territoriale de la Castille d'Or. En 1537, les litiges entre les descendants de Christophe Colomb et la Couronne de Castille, entraina le retrait du duché de Veragua, créé pour l'aîné des petits-fils de Christophe Colomb. La capitale de la province est Turumbí.
La même année la partie occidentale de la province, recouvre ce qui est actuellement la côte Caraïbe du Nicaragua et du Costa Rica, devient le Gouvernorat de Veragua Real. En 1541, ce territoire devient la province de Nouvelle-Cartago et Costa Rica. 
La partie orientale de la Castille d'Or, aujourd'hui les états du Panama et de la Colombie, devient alors le Gouvernorat de Tierra Firme, à compter de la naissance de l'Audience royale de Panamá (1538). Cette juridiction intègre en 1560, la nouvelle province de Veraguas, créée sous Philippe II d'Espagne sur le territoire de l'ancien duché du même nom. En 1568, le territoire de Nouvelle-Andalousie et Paria est érigé en Gouvernorat.

## Gouverneurs de la Castille d'Or de 1514 à 1540
- 1514-1526 : Pedro Arias Dávila
- 1526-1529 : Pedro de los Ríos y Gutiérrez de Aguayo
- 1529-1532 : Antonio de la Gama, intérim
- 1533-1536 : Francisco de Barrionuevo
- 1536-1539 : Pedro Vázquez de Acuña
- 1539 → : Francisco Pérez de Robles, Président de l'Audience royale de Panamá

## Source
- (es) Cet article est partiellement ou en totalité issu de l’article de Wikipédia en espagnol intitulé « Castilla de Oro » (voir la liste des auteurs).